# Bolex

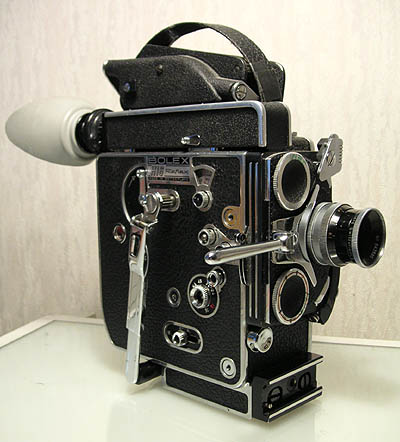
Una cámara de 16 mm Bolex H16 REX-5 reloj (spring-wound).

Bolex Paillard (actualmente Bolex International S.A. de Yverdon-les-Bains) es una empresa suiza que fabrica cámaras de cine y proyectores para formatos de 8 mm, súper 8 mm, 16 mm y súper 16 mm. Entre sus productos más destacados se encuentran las cámaras de película de 16 mm y súper 16 mm. La empresa proporciona asistencia técnica relacionada con sus productos y los de la empresa Eumig de Austria.
La compañía Bolex fue fundada en la década de 1920 por Jacques Bogopolsky (también conocido como Jacques Bolsey o Bolsky). Bolex se deriva de su nombre. Antes de que emprendiese su nueva empresa diseñó cámaras para la compañía suiza Alpa. Las cámaras Bolex fueron importantes para las primeras emisiones de noticias en televisión, las películas sobre la naturaleza, los documentales y la vanguardia, y en la actualidad aún son favorecidas por muchos animadores. A pesar de que algunos de los modelos de cámaras posteriores son de accionamiento eléctrico, la mayoría de los fabricados desde 1930 utiliza un resorte de cuerda de relojería. La cámara Bolex de 16 mm con mecanismo de relojería suiza y rebobinado manual es popular en los cursos introductorios de las escuelas de cine.
Hoy en día la fábrica Bolex en Suiza sigue produciendo cámaras de cine de 16mm, súper 16 y también suele convertir la cámara Bolex H16 en modelos réflex de súper 16 mm.

## Historia
En 1814 Moïse Paillard creó, en Sainte-Croix, Suiza, una pequeña fábrica de relojes. A raíz de la empresa que le fue heredada, también produjo gramófonos, radios y en 1904 en Yverdon, máquinas de escribir.